# Евразия («1984»)
Евра́зия (англ. Eurasia) — враждебно-дружественное государство в вымышленном мире романа Джорджа Оруэлла «1984». Занимает территории Советского Союза, континентальной Европы и Турции, раскинувшись на тринадцати часовых поясах, от Португалии до Берингова пролива. Вместе с Остазией выполняет роль закадрового противника-союзника, являясь врагом Океании на протяжении большей части романа. Бразильский литературовед, профессор английской литературы при Федеральном Университете Рио-Гранде-ду-Сул Марсело Пелиссиоли проводит параллель с более ранней повестью Оруэлла «Скотный двор» (1944), где роль закадровых противников играют находящиеся где-то по соседству фермы Фоксвуд и Пинчфилд, с каждой из которых Скотный двор враждует в определённое время, но только не с двумя одновременно. Тот же литературный приём используется и в романе «1984», только если в «Скотном дворе» в виде основного места действия был изображён Советский Союз в послереволюционные годы, в «1984» действие перемещается в Западный мир, а Советский Союз уходит за кадр, становясь такой же фермой Фоксвуд или Пинчфилд, только более масштабной и называемой теперь Евразией. Как отметил индийский социолог Ю. С. Мандал, предложенный Оруэллом в качестве государственной идеологии Евразии термин «необольшевизм», впоследствии стал широко применяться политологами и журналистами как имя собирательное для обозначения ультра-левых политических движений и их последователей (необольшевиков), главным образом российских. Российский и американский историк и публицист, профессор политических наук в аспирантуре Нью-Йоркского городского университета Александр Львович Янов убеждён, что главная тема романа с геополитической точки зрения — это соперничество между оруэлловскими Океанией и Евразией, океанской и континентальной «имперскими системами» за контроль над настоящей Евразией, которое подобно явлению природы, неустранимо и неизбежно. Но, как помнят читатели романа, — напоминает итальянский историк, профессор Пизанского университета Карл Леонович Гинзбург, — война с Евразией — это всего лишь инсценировка. И помещая рядом Старшего Брата и евразийского солдата, воплощение всевидящей власти и агрессивное воплощение угрозы, Оруэлл фактически показывал двойственность, присущую этому весьма ёмкому первобытному образу.

## Название
Многие зарубежные исследователи Оруэлла полагают, что под «Евразией» Оруэлл понимал не только и не столько названия субконтинентов, то есть Европу и Азию, а скорее этнотопонимы — Европу и Россию, и таким образом выходило:
Об этом, в частности, пишет Заведующий отделом международных отношений Чилийского института общественных связей Нил Хёрли. Такого же мнения придерживается немецкий историк и литературовед, профессор Вестфальского университета Голо Манн.

## Историко-географическая справка
Евразия образовалась в 1950-е годы, после атомной войны, поглотив всю континентальную Европу — от Атлантического побережья до Владивостока, — так очертил пределы необъятного необольшевистского государства литературный обозреватель «New York Times» Лестер Маркель. В Евразии, а точнее — в СССР, каким его изображает Оруэлл в «1984», большевизм прекратил своё существование, уступив место «необольшевизму», — отмечает политолог-анарховед Фрэнк Гаррисон. Сам же необольшевизм, как впрочем и «Культ смерти» в Остазии или ангсоц в Океании — это получившие благодаря Оруэллу развитие, идеи Джеймса Бёрнхэма, — так считает немецкий социолог, профессор Дортмундского технического университета Хартмут Хирш. Однако, чем же было вызвано то обстоятельство что Британия влилась в Океанию, то есть в альянс с Соединёнными Штатами, из наследницы самой колоссальной империи, которую когда либо видел мир, превратившись в аэродром объединённых океанских военно-воздушных сил и в плавучую базу для военно-морского флота, тогда как вся остальная, континентальная Европа оказалась поглощена Россией, образовав Евразию. По мнению одного из ведущих мировых специалистов в области социально-экономической географии, почётного профессора Фрибургского университета Уолтера Леймгрубера, Оруэлл, объединив в романе Британскую и Американскую империи, не просто показывает старинные связи Великобритании и Соединённых Штатов, которые невидимыми нитями окутывают Атлантику, но и демонстрирует свой традиционализм и приверженность традициям — как и многие англичане, ему было проще смириться с альянсом Британии со своенравными Штатами, нежели с «Континентом», — так англичане именуют остальную Европу, частью которой они себя не считают, ни географически, ни как-либо ещё. Оруэлл, — как отмечают профессоры Университета Сассекс Алистер Дэвис и Питер Сандерс, — клеймил пришедшее к власти в послевоенной Англии лейбористское правительство, среди прочего и за то, что те пожертвовали Европой под русское владычество, вместо того чтобы попытаться создать и стать у руля Соединённых штатов Европы, ведь он не видел Британию в другой роли кроме как у руля Европы. Что поделать, — вопрошает Уолт. Леймгрубер, — могущественная морская держава, былая владычица морей, не может так сразу взять и образно говоря «сойти на берег», стать сухопутной, континентально-ориентированной страной, ни за два, ни даже за три поколения. Даже сейчас британцы по-прежнему не торопятся самоидентифицировать себя с остальными европейцами. И Оруэлл, каким бы заядлым противником колониализма он не был, не мог перебороть в себе этого врождённого островного снобизма англичан ко всей остальной Европе, и постоянные смены альянсов, противников-союзников, имеют под собой ту же основу.

## «Если японцы нападут на Россию…»
Смены противника-союзника происходившие в романе с регулярностью в четыре года, и совершенно безразличное отношение к ним главного героя — сотрудника океанского агитпропа Уинстона Смита корнями уходят в весьма примечательную историю времён работы Оруэлла на Восточную службу BBC в годы Второй мировой войны. Летом 1943 года, мало у кого на Западе возникали сомнения в том, что Япония непременно должна напасть на Советскую Россию. Вторжение японцев ожидалось на Дальнем Востоке и в Сибири, — писал американский военный аналитик майор Дж. Филдинг Элиот. Он ссылался на слухи, циркулировавшие в оккупированном Китае в конце июня 1943 г., согласно которым нацистская Германия откладывала начало крупномасштабного наступления на Восточном фронте для того чтобы синхронизировать военные действия со своей союзницей — Императорской Японией. Эллиот также писал о том, что японцы были готовы напасть на СССР уже в 1942 г., однако тогда как раз завязалась Битва за Гуадалканал и значительную часть военно-воздушных сил пришлось в срочном порядке перебазировать на Соломоновы острова, и именно вовлечённость Японии в войну с союзниками на нескольких ТВД, по словам Элиота, уже тогда давало основания полагать, что даже начав сибирскую кампанию, японцы в итоге непременно потерпят поражение на всех фронтах. Тем не менее, как в 1942, так и в 1943 году перспектива японского вторжения в Сибирь и на Дальний Восток представлялась на Западе относительно реальной, и Оруэлл, который в такое развитие событий не верил, писал в своём военном дневнике:

Я работаю в BBC уже около полугода. Останусь здесь, если политические преобразования, которые я предвещал, благополучно пройдут мимо, в противном случае, скорее всего, уйду. Нравы здесь представляют собой нечто среднее между школой для девочек и сумасшедшим домом, и всё чем мы здесь в настоящее время занимаемся — просто бесполезно, или даже чуть хуже, чем просто бесполезно. Наша радио-стратегия ещё более безнадёжна, чем наша военная стратегия. Тем не менее она быстро обретает пропагандистский настрой и превосходит саму себя в своей хитрости. В качестве примера, я в своих радиопередачах постоянно твержу, что японцы готовятся напасть на Россию. Сам я в это не верю, но расчёт следующий: Если японцы нападут на Россию, мы скажем «Ну, что мы вам говорили?». Если русские нападут первыми, мы, создав заранее картину японских приготовлений к нападению, лишь сделаем вид, что это всё из-за японцев и их приготовлений, мол, сами виноваты — не замахивались на Россию, не получили бы сдачи. Если же вообще никакой войны между японцами и русскими не произойдёт, мы констатируем что это всё благодаря тому, что японцы слишком боятся России. 
Всякая пропаганда — ложь. Даже когда говорит правду.
Оригинальный текст (англ.)I have now been in the B.B.C. about 6 months. Shall remain in it if the political changes I forsee come off, otherwise probably not. Its atmosphere is something halfway between a girls' school and a lunatic asylum, and all we are doing at present is useless, or slightly worse than useless. Our radio strategy is even more hopeless than our military strategy. Nevertheless one rapidly becomes propaganda-minded and develops a cunning one did not previously have. E.g. I am regularly alleging on all my newsletters that the Japanese are plotting to attack Russia. I don't believe this to be so, but the calculation is: If the Japanese do attack Russia, we can say 'I told you so'. If the Russians attack first, we can, having built up the picture of a Japanese plot beforehand, pretend that it was the Japanese who started it. If no war breaks out after all, we can claim that it is because the Japanese are too frightened of Russia.
All propaganda is lies, even when one is telling the truth.— Дж. Оруэлл. Военный дневник, запись от 14 марта 1942 г.
В этих строках кроется личное мнение Оруэлла о пропагандистском аппарате, не только британском, а о каком угодно другом, и его собственное, резко негативное отношение к этому аппарату, — заключает немецкий историк, преподаватель Оснабрюкского университета, д-р Михаэль Радемахер. Оруэлл, по словам американского биографа, профессора Университета Индианы Майкла Шелдена, вовсе не подталкивал своих читателей к конфронтации с Советским Союзом, он лишь предупреждал мир об угрозе тоталитаризма, независимо от того, откуда эта угроза исходит — справа или слева. А уж под словом «тоталитаризм», Оруэлл понимал отнюдь не только сталинский или гитлеровский режимы, — пишет упомянутый выше Радемахер. Комментируя эти строки Оруэлла, американский литературный обозреватель Адам Хохчайлд отмечает, что в обязанности Оруэлла во время его работы на BBC в военное время, помимо всего прочего входила и подготовка кратких обзоров текущих речей и выступлений Сталина и сообщение всех новостей с Восточного фронта, что сам Оруэлл ненавидел и что в положительном плане отразилось на его дальнейшем литературном творчестве, и в конечном итоге, спустя пол-декады привело к написанию романа «1984». Именно этот эпизод биографии Дж. Оруэлла, по мнению канадского политолога, редактора академического издания «Pacific Affairs» д-ра Йена Слэйтера, хоть и не был предметом большой гордости для Оруэлла, однако же выразился в мельком пролетевшем в мыслях главного героя романа самовнушении, что «Океания с Евразией не воюет. Евразия — союзник».

## «Океания с Евразией не воюет. Евразия — союзник»

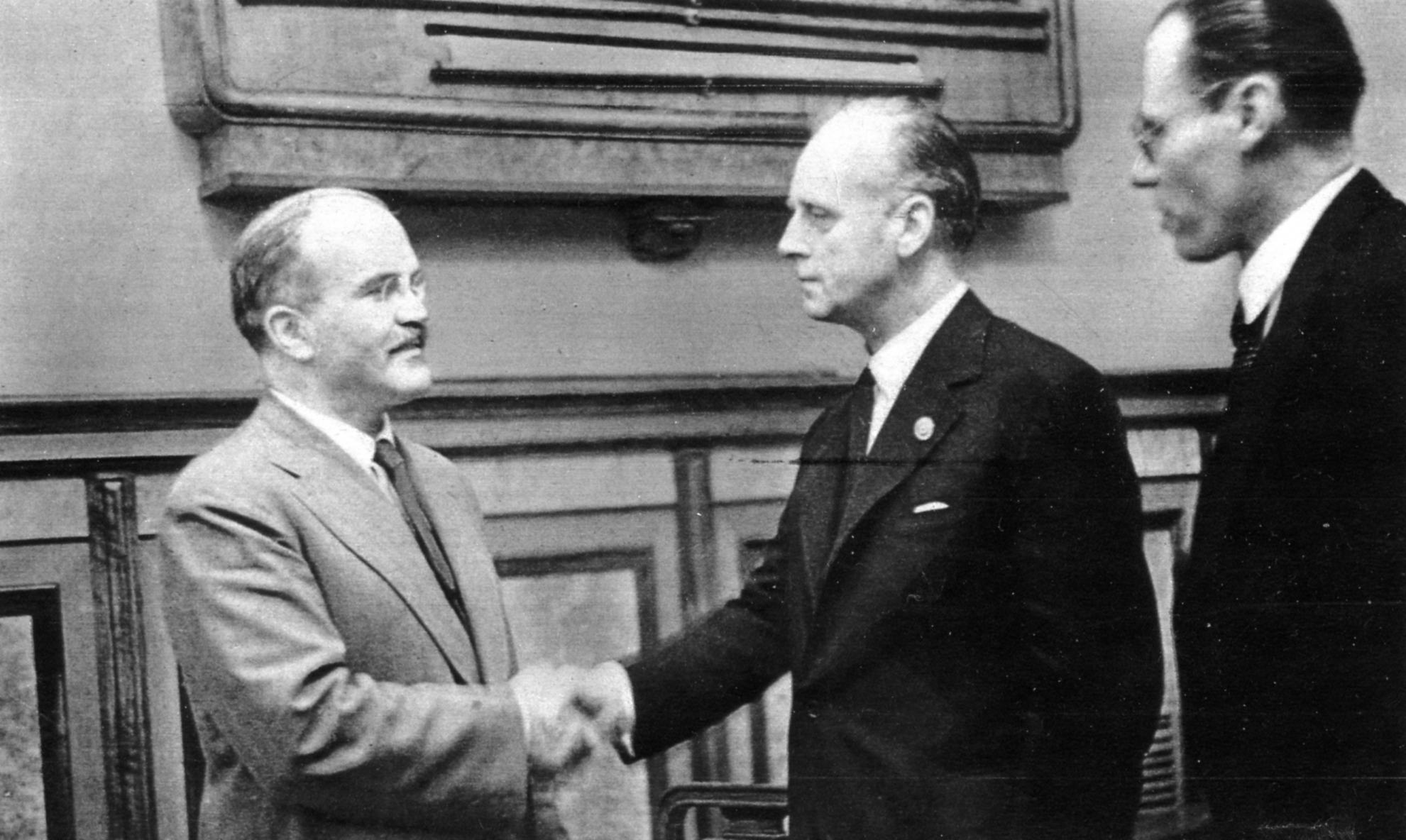
Пакт Молотова — Риббентропа послужил первоосновой для сюжетной смены противника-союзника

Одним из ключевых моментов романа «1984» является произошедшая в мгновение ока смена противника-союзника. Рассуждения Уинстона Смита о том, что «Океания с Евразией не воюет. Евразия — союзник», хрестоматийные сами по себе, впоследствии стали цитироваться всюду, где вчерашнего злейшего врага начинали называть по-братски союзником. Большинство исследователей творчества Оруэлла видят в этом временном альянсе с Евразией прямую отсылку к Пакту Молотова — Риббентропа.
Британский литератор Йен МакДональд, повествуя об истории создания Оруэллом «1984», называет Пакт самым возмутительным сталинским перекраиванием истории, мимо которого, разумеется, не мог пройти Оруэлл. Оруэлл был окончательно лишён каких-либо иллюзий о советской модели социализма, после того как ему стало известно о подписании Пакта Молотова — Риббентропа, — пишет экс-председатель Либеральной партии Канады Боб Рэй. Пакт явился переломным и в отношении Оруэлла к войне, — отмечает ирландский историк и государственный деятель, профессор Нью-Йоркского университета Конор О’Брайен. Изначально, не будучи пацифистом, Оруэлл осуждал пацифизм некоторых британских левых, которые как он считал, не задумывались о последствиях своего чрезмерного миролюбия, и их попустительство, отсутствие волевой и сильной реакции на бесчинства гитлеровцев в Европе — это гибельное отсутствие реакции могло развязать тем руки и заставить уверовать в собственную безнаказанность, непобедимость и так далее, что в сущности и произошло в дальнейшем. Оставаясь на словах сторонником старого римского принципа Si vis pacem, para bellum, Оруэлл на деле делал всё для того, чтобы воспрепятствовать вовлечению Британии в войну с Рейхом. Советско-германский пакт заставил его пересмотреть свою позицию.
По мнению декана факультета английского языка и литературы Пенджабского университета д-ра Санта Сингх Бала, во время работы в BBC Оруэлла терзали муки совести за распространение пропагандистской лжи в государственных масштабах. В отдельные моменты его посещали сомнения даже относительно государственной принадлежности Британской вещательной корпорации, и он тщетно пытался ответить самому себе на вопрос: на кого же работает BBC? На Британию? А может быть всё же на СССР? Тем временем победа Советского Союза в войне лишь укрепила точку зрения BBC, в которую верило множество лучших умов Британии и согласно которой в Советском Союзе процветало равенство и братство. Именно это, по мнению Сингх Бала, и заставило Оруэлла в очередной раз взяться за перо и написать «1984».